# 北野晋作
北野 晋作（きたの しんさく、1958年11月16日-）は、日本のベンチャー企業家。ネットロイド社長。

## 経歴

### 生い立ち
香川県坂出市に生まれる。1976年3月香川県立坂出高校を卒業後、進学のため上京。二年後、家庭の事情により、金融業界に身を投じる。しかし、顧客が損失を抱える姿を目の当たりにし、金融の世界に疑問を感じる。再び学校にて経営を学び始め、さらなる変化を求めコンピューター業界に転身した。その後、広告業界を経験するも人間関係の複雑さに思い悩む日々が続く。やがて、帝京大学にて国際戦略経営を学び始めるが教育と現実との乖離を改めて思い知らされる。

### 会社を創業
14年間の広告キャリアを経て、個人事業主として独立。しかし、不況により閉鎖。その後、派遣や契約社員など、日の当たらない日々が続いたものの独自の法則を発見し、コンサルタントとして活躍。多言語にも精通する。2000年　広告事業、2007年　日本の骨董品をロシアに売る事業、2010年　不動産競売、2014年　ネットビジネス（物販・アフィリエイト）、そして現在は投資コンサルタントとして活躍。国内の隙間産業とアゼルバイジャン・モンゴル・スリランカなど事業的に未開拓な地にフィールドをおく。

### 発明
現在、広く使用されているエバーノートとほぼ同様の商品を考案していた。また、2002年11月28日、人間にとってコンピューターの外部記憶装置の様な役割を持たせた機能を持ち音声入力等、音声出力等により物忘れを防止する装置及び防止方法を提供する、「携帯型音声入力物忘れ防止装置及び防止方法」で考案する。